# Conrado I de Suabia
Conrado I (Conrad, Konrad; 915/920 - 20 de agosto de 997) fue duque de Suabia desde 983 hasta 997. Su nombramiento como duque marcó el regreso de los conradinos al gobierno de Suabia por vez primera desde 948.

## Vida
Hay considerable confusión sobre Conrado y su familia. A menudo se le identifica con Cuno de Öhningen. Las identidades de sus padres no se conocen con seguridad. Su padre a veces se dice que fue el conde Udo del Wetterau, y su madre una hija desconocida de Herberto I, conde de Vermandois. Hay también cierto debate sobre la identidad de la esposa de Conrado. A menudo se dice que era Reglint (o Richlind), hija de Liudolfo de Suabia, y por lo tanto nieta del emperador Otón I. Otros sostienen que su esposa fue Judit, hija de Adalberto de Marchtal.
Cuando el duque Otón I falleció inesperadamente durante la campaña imperial en Italia de 981-982, no dejó herederos. Para llenar el vacío, el emperador Otón I (que puede que fuera el cuñado de Conrado) lo nombró duque de Suabia. Conrado destacó por ser el primer duque suabo que mantuvo el título en la familia; después de su muerte en 997 lo sucedió su hijo Germán II.

## Hijos
Con su esposa, Conrado tuvo al menos seis hijos, incluyendo:
- Liutoldo
- Conrado
- Germán II
- Ita, que se casó con Rodolfo II, conde de Altdorf
- una hija de nombre desconocido, que se casó con Vladimiro el Grande
- Judit, que se casó primero con un esposo de identidad desconocida de Rheinfelden, y luego con Adalberto II, conde de Metz (m. 1033)
- Kunizza "Hemma" (m. 1020), que se casó con Federico I, probablemente conde de Diessen